# Malatiná
Malatiná (Hongaars: Malatina) is een Slowaakse gemeente in de regio Žilina, en maakt deel uit van het district Dolný Kubín.
Malatiná telt 861 inwoners.